# Мишел Андерсон
Мишел Андерсон (енгл. Michele Anderson) је канадска активисткиња за борбу против трговине људима у Covenant House Toronto, који је специјализован за рад на подршци жртвама трговине људима и заступање у њихово име. Године 2014. ју је Covenant House описао као особу која преко двадесет година ради са младима који су били жртве принудне проституције. 
Има кључну улогу као део Covenant House тима за трговину људима у подршци жртвама и едукацији пружалаца услуга и органа за спровођење закона да препознају знакове жртве и како да им помогну. Полиција је рутински позива када откривају жртве трговине људима. 
Covenant House је 2016. године покренуо свој свеобухватни план за борбу против трговине људима. План предлаже мере које се крећу од превенције до побољшаних услуга за жртве, компоненте истраживања и евалуације и центра за онлајн ресурсе 
Добитница је награде Ontario Victim Services за свој рад 2015. године.